# 山形新幹線
山形新幹線（日语：／ Yamagata Shinkansen */?）是一條日本新幹線路線，隸屬於東日本旅客鐵道（JR東日本）。山形新幹線以迷你新幹線的方式連結福島站與新站，該路段原本屬於在來線之一的奧羽本線一部份，在修改軌距但不改動線型的方式之下，得以行駛新幹線列車（最初登場的車種為新幹線400系電聯車）。由於新幹線通車後奧羽本線上同時有新幹線與在來線的列車行駛，因此一般會將其中的新幹線部分暱稱為山形新幹線，而將這兩城市之間的在來線暱稱為「山形線」，以資區別。
行駛於山形新幹線的「翼」（つばさ）號列車大部分都是自東京站出發，採用與東北新幹線的山彥（やまびこ）號列車串聯方式一起行駛到福島之後解聯，然後分別繼續往山形與仙台方向行駛。

## 歷史
- 1988年（昭和63年）
  - 4月：由山形縣政府與JR東日本等各方組成之「山形JR直行特急保有公司」成立，並獲批出山形新幹線30年專營權，而改建後奧羽本線區段則租予JR東日本使用。
  - 8月25日：山形新幹線舉行動土禮。
- 1992年（平成4年）7月1日：山形新幹線通車，開始提供由東京車站直達山形車站的服務。初期使用車型為新幹線400系電聯車，與當時東北新幹線上所使用的200系列車重連行駛。
- 1999年（平成11年）12月4日：山形～新庄間的延伸路段通車，並同時將新開發的E3系1000番台車型加入服務行列。
- 2001年（平成13年）9月21日：連結對象的東北新幹線列車由原本舊型的200系統一改為雙層新幹線列車──E4系（Max山彥號）。
- 2007年（平成19年）3月18日：根據「健康增進法第25條」，所有列車全面改為禁煙列車。
- 2018年（平成30年）3月31日：由於山形JR直行特急保有公司的30年專營權屆滿，整條路線擁有權移交予JR東日本，其後該公司於同年9月正式解散。
- 2020年（令和2年）3月3日：JR东日本宣布将从2024年春季开始逐步引入E8系，并将开始在福岛站建设新线[1]。
- 2022年（令和4年）7月2日：山形站举行30周年纪念仪式[2]。
- 2024年（令和6年）3月16日：E8系投入使用。
- 2024年12月13日，JR東日本宣布將於2025年3月15日時刻表改點時增加9組E8系電車，並計畫於2026年春季停止使用E3系，屆時山形新幹線上的列車將全面改為E8系運轉[3][4]。

## 事故
- 2012年5月6日，山形县JR米泽站站厅由於遭遇雷击而发生信号故障，導致山形新幹線部分路段停運[5]。

## 現況
山形新幹線原本使用的400系車輛，在多年的使用之後車體逐漸老舊，漸漸由較新銳的E3系列所取代。400系車輛將在2008年12月之前，由新投入的12列7輛編組（5M2T）、共計84輛之E3系新車所取代，並在2009年夏季之前完成車輛的轉換工作。
根據JR東日本於2011年12月16日的通告，由2012年3月起，每日16班往復班次中，其中9班往復山形新幹線列車班次會與東北新幹線「山彥」（Yamabiko，以E2系行駛）作連結運行，實現東北／山形新幹線提速的目標（E4系+E3系最高時速為240km/h，E2系+E3系最高時速為275km/h）。全程行車時間（東京至新庄）平均縮短1至6分鐘。
因應東北新幹線於2014年春天起提速至320km/h及全面以E6系服務秋田新幹線，部份被取代的E3系0番台列車，經改裝後會轉移到山形新幹線使用，其餘將會拆解報廢。
另外，服務於山形新幹線的E3系列車（包括0/1000/2000番台）於2014年春天起更改車身塗裝，新塗裝設計由知名的汽車設計師奧山清行負責。全數15列編成於2016年完成更改車身塗裝工程。

## 車站列表
- JR的路線名只限記載該站接續的正式路線名。
- 列車停車站參見「翼號列車」。「翼」不停靠的奧羽本線（山形線）的車站省略。
- 上車人次為東日本旅客鐵道的車站。

| 正式路線名 | 中文站名                       | 日文站名                       | 英文站名                       | 東京起計營業距離               | 福島起計營業距離               | 停車站                         | 接續路線                                                                                             | 所在地                         | 所在地                         |
| 經福島站直通至東北新幹線東京站 | 經福島站直通至東北新幹線東京站 | 經福島站直通至東北新幹線東京站 | 經福島站直通至東北新幹線東京站 | 經福島站直通至東北新幹線東京站 | 經福島站直通至東北新幹線東京站 | 經福島站直通至東北新幹線東京站 | 經福島站直通至東北新幹線東京站                                                                       | 經福島站直通至東北新幹線東京站 | 經福島站直通至東北新幹線東京站 |
| --- | ------------------------------ | ------------------------------ | ------------------------------ | ------------------------------ | ------------------------------ | ------------------------------ | --- | ------------------------------ | ------------------------------ |
| 奧羽本線 | 福島                           |                                |                                | 272.8                          | 0.0                            | 全                             | 東日本旅客鐵道：東北新幹線、■東北本線、■奧羽本線（山形線） 阿武隈急行：阿武隈急行線 福島交通：飯坂線 | 福島縣                         | 福島市                         |
| 奧羽本線 | 米澤                           |                                |                                | 312.9                          | 40.1                           | 全                             | 東日本旅客鐵道：■奧羽本線（山形線）、■米坂線                                                         | 山形縣                         | 米澤市                         |
| 奧羽本線 | 高畠                           |                                |                                | 322.7                          | 49.9                           | ▼                              | 東日本旅客鐵道：■奧羽本線（山形線）                                                                  | 山形縣                         | 東置賜郡高畠町                 |
| 奧羽本線 | 赤湯                           |                                |                                | 328.9                          | 56.1                           | ▲                              | 東日本旅客鐵道：■奧羽本線（山形線） 山形鐵道：花長井線                                               | 山形縣                         | 南陽市                         |
| 奧羽本線 | 上山溫泉                       |                                |                                | 347.8                          | 75.0                           | ▲                              | 東日本旅客鐵道：■奧羽本線（山形線）                                                                  | 山形縣                         | 上山市                         |
| 奧羽本線 | 山形                           |                                |                                | 359.9                          | 87.1                           | 全                             | 東日本旅客鐵道：■奧羽本線（山形線）                                                                  | 山形縣                         | 山形市                         |
| 奧羽本線 | 天童                           |                                |                                | 373.2                          | 100.4                          | 全                             | 東日本旅客鐵道：■奧羽本線（山形線）                                                                  | 山形縣                         | 天童市                         |
| 奧羽本線 | 櫻桃東根                       |                                |                                | 380.9                          | 108.1                          | 全                             | 東日本旅客鐵道：■奧羽本線（山形線）                                                                  | 山形縣                         | 東根市                         |
| 奧羽本線 | 村山                           |                                |                                | 386.3                          | 113.5                          | 全                             | 東日本旅客鐵道：■奧羽本線（山形線）                                                                  | 山形縣                         | 村山市                         |
| 奧羽本線 | 大石田                         |                                |                                | 399.7                          | 126.9                          | 全                             | 東日本旅客鐵道：■奧羽本線（山形線）                                                                  | 山形縣                         | 北村山郡大石田町               |
| 奧羽本線 | 新庄                           |                                |                                | 421.4                          | 148.6                          | 全                             | 東日本旅客鐵道：■奧羽本線、■陸羽西線、■陸羽東線                                                      | 山形縣                         | 新庄市                         |
| - 停車站…全：所有列車均會停車。 - 停車站…▼：部分班次停車。（高畠：每日往返各9班次通過） - 停車站…▲：多數班次停車。（赤湯、上山溫泉：每日往返各3班次通過） |                                |                                |                                |                                |                                |                                | |                                |                                |

## 列車種類
使用中
「翼」（つばさ，Tsubasa）
翼號行駛於東京至山形（新庄）間，目前在東北新幹線內多與山彥號併結行駛，有時也會單獨行駛（東京至福島）。
已廢除
「Toreiyu觀光列車」（とれいゆ，Toreiyu）
2014年7月19日起，每逢週六日行駛於福島（在來線）至新庄間，分別為下行「とれいゆつばさ 1号」、及上行「とれいゆつばさ 2号」，於2022年3月6日開行最後一班次後停駛。

## 使用車輛

### 現在使用車輛
全列車配屬山形新幹線車輛中心
- E3系：部分班次與E2系併結行駛。
  - 1000番台：2005年新購/改造車。
  - 2000番台：2008年起為取代400系而新增的編組。

- E8系：2024年3月16日投入運用，並將E3系逐步退出山形新幹線運用[11]。  - E3系

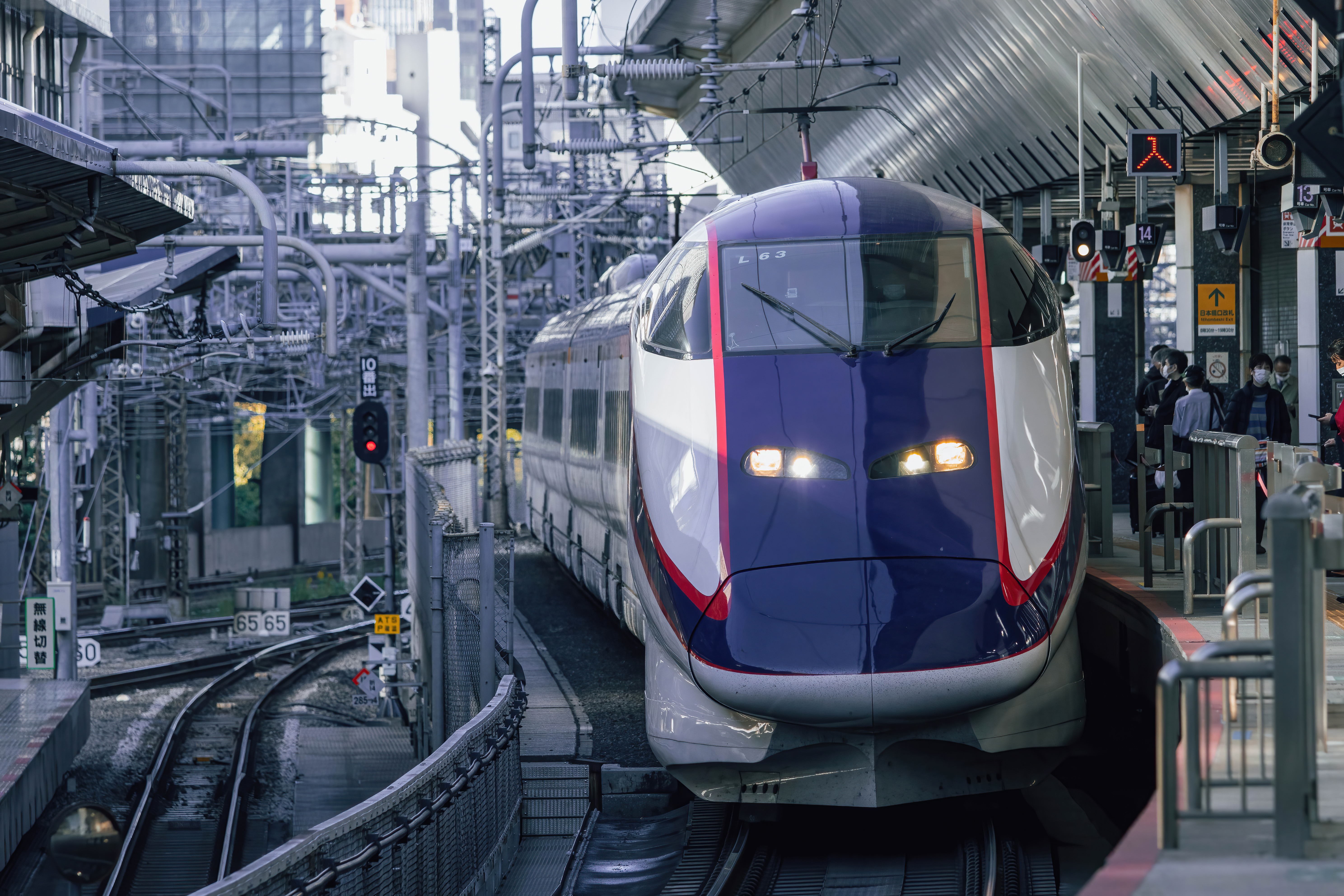
E3系
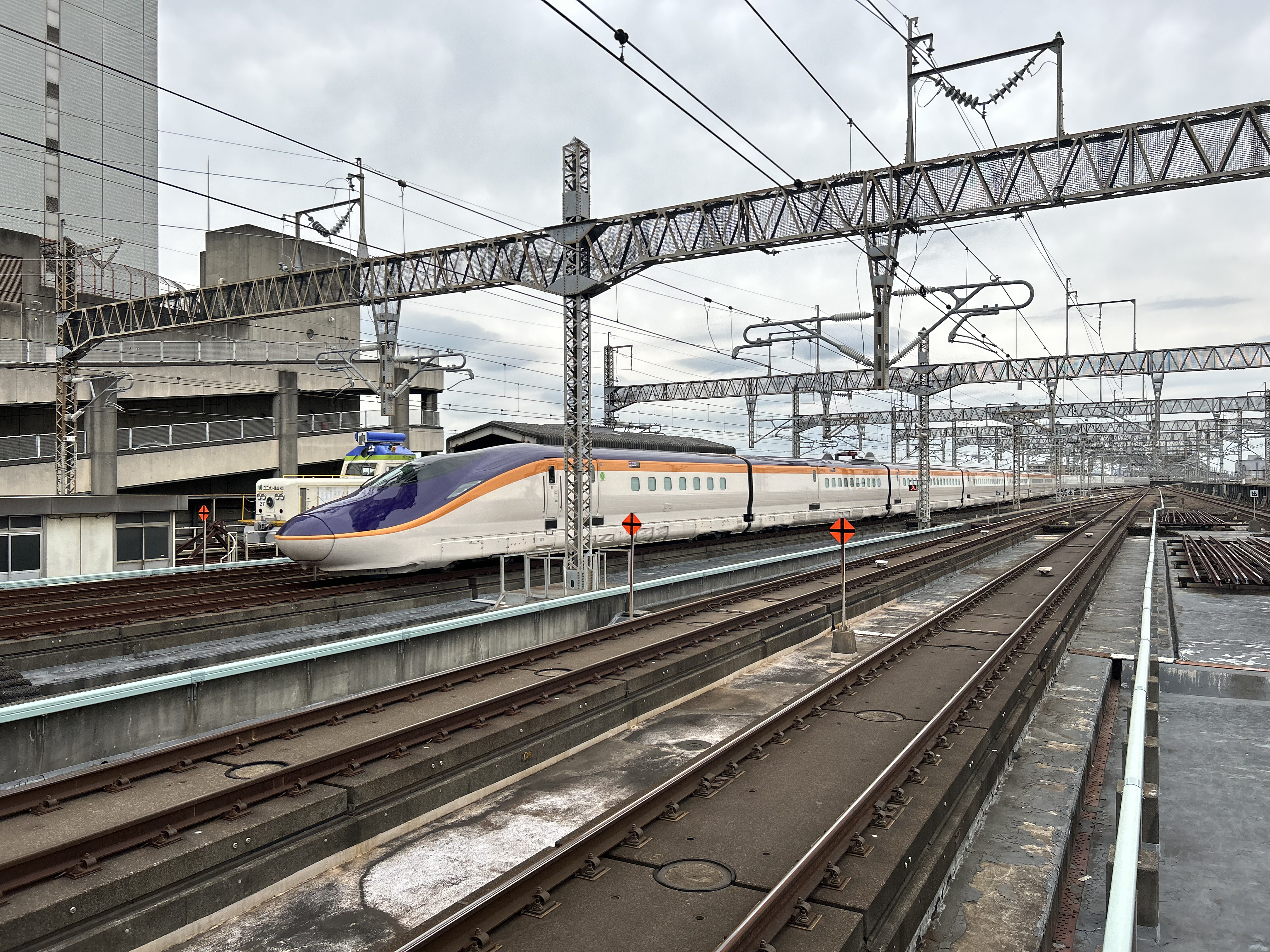
E8系

  - E8系

### 過去使用車輛
- 400系：2008年秋天至2009夏天逐步退出營運，僅剩L3編組服務山形新幹線，2010年4月18日開行「翼18號 再見400系」紀念班次後，正式退出營運。
- E3系700番台（R18編組）：2022年3月6日開行最一班「とれいゆつばさ 2号」後退出營運。[7][8][9][10]